# Iran Combine Manufacturing Company
Die Iran Combine Manufacturing Company (ICM) ist der größte Mähdrescherhersteller im Nahen Osten mit Sitz in Arak.

## Geschichte
Die Iran Combine Manufacturing Co. wurde 1969 unter dem Namen Jansaz (Ltd) gegründet und im selben Jahr registriert. Das Unternehmen begann mit der Produktion von landwirtschaftlichen Maschinen mit einer Kapazität von 20.000 Tonnen pro Jahr.
1970 wurde das Unternehmen an ein Konsortium unter der Leitung des amerikanischen Unternehmens John Deere verkauft. Es änderte schließlich seinen Namen in „Iran John Deere“ änderte. 1982 wurde das Eigentum des Unternehmens jedoch in Stammaktien umgewandelt.

## Operationen
2008 gab der Geschäftsführer der Iran Combine Manufacturing bekannt, dass China die Bereitschaft zur Gründung eines Joint Ventures in dem Unternehmen angekündigt habe.
Seit 1984 werden ICM-Produkte nach China exportiert. Seitdem wurde das Vertriebsnetz des Unternehmens auf Kasachstan, Tadschikistan, Pakistan, Afghanistan, Irak, Usbekistan, Simbabwe, Spanien und Venezuela ausgedehnt.